# Efekt flankerów
Efekt flankerów – termin stosowany w psychologii poznawczej, odnoszący się do teorii uwagi, a przede wszystkim kontroli poznawczej i jej mechanizmów. Wykorzystywany jest do badania, jakie czynniki mogą mieć wpływ na selektywną uwagę i zakres, w jakim występuje przetwarzanie nieistotnych informacji. Efekt flankerów wynika z konieczności zahamowania potencjalnej reakcji na bodziec zakłócający („flanker”). Test flankerów pozwala mierzyć jaka jest skuteczność i siła odporności na dystrakcję, czyli czynnik rozpraszający uwagę. Test flankerów jest przez niektórych badaczy traktowany jako odpowiednik zadania Stroopa.

## Klasyczny efekt flankerów
Klasyczny efekt flankerów został opisany przez Barbarę Eriksen i Charlesa Eriksena w 1974 r. Badacze użyli w badaniu jako bodźców litery. „Badani reagują na literę pojawiającą się w centrum ekranu. Litera ta jest otoczona przez dwa bodźce zakłócające (flankery), którymi są inne litery pojawiające się po obu stronach sygnału w jednym rzędzie”.
Eriksenowie zastosowali dwie manipulacje eksperymentalne. Raz flankery były tożsame z sygnałem, a innym razem były innymi literami lub zmieniano odległość między literami. Badanie pozwoliło na sformułowanie kilku podstawowych zależności:
1. Czas reakcji ulega wydłużeniu jeżeli pojawiają się flankery.
2. Podobieństwo sygnału i obiektu rozpraszającego tzw. dystraktora powoduje wydłużenie czasu reakcji.
3. Czas reakcji ulega wydłużeniu jeżeli zmniejsza się wzajemna odległość bodźców i dystraktorów.
4. Efekt flankerów można osłabić poprzez dokonanie przestrzennej separacji liter w rzędzie.

## Wersje zadania flankerów
Oprócz klasycznej wersji opracowanej przez Eriksenów, którzy stosowali w swoim zadaniu litery, w innych wariantach używane są numery, kolorowe plamy czy strzałki.
Efekt flankerów był także badany z zastosowaniem reguł i wnioskowania Bayesa. Przyjęta metoda potwierdziła zależności opisane przez Eriksenów.
Zależności między czasem reakcji a efektem flankerów badano także z wykorzystaniem elektroencefalografu (EEG). Badacze założyli, że ludzki mózg „widzi” liczby w układzie przestrzennym, liniowym. Konsekwencją takiego postrzegania jest wydłużenie czasu reakcji im bliżej celu (standardu porównawczego) znajduje się flanker. Wyjątek stanowi liczba 9, która mimo znacznej odległości od 5 ma dłuższy czas reakcji badanego ze względu na podobieństwo do szóstki.